# Crowne Plaza Detroit Downtown Riverfront
El Crowne Plaza Detroit Downtown Riverfront es un hotel de gran altura de 25 pisos y 367 habitaciones inaugurado en 1965, adyacente al TCF Center en el Downtown de Detroit, Míchigan.

## Historia
En 1956, Plaza Land Company anunció que iba a conformar una sociedad con Conrad Hilton para construir un hotel de 24 millones de dólares en un sitio adyacente al Cobo Center, que se llamaría Pontchartrain Hilton. Sin embargo, la Junta de Hoteles Hilton vetó el trato en 1960. La Plaza Land Company se dirigió entonces a la Downtown Investment Company de Samuel y Aaron Gershenson, que asumió el control del proyecto. Los arquitectos King & Lewis diseñaron el inmueble, que se inauguró el 24 de julio de 1965 (o seael 264 aniversario de la fundación de Detroit).
George H.W. Bush se hospedó en el hotel durante la Convención Nacional Republicana de 1980. En 1985, Crescent Hotel Group, una subsidiaria de Lincoln Savings & Loan, lo compró por 19,5 millones de dólares. El presidente de Lincoln S&L, Charles Keating, estableció el Hotel Pontchartrain LP, controlado por Keating, su familia y contactos ejecutivos. La venta de 38 millones de dólares fue financiada por una serie de préstamos éticamente cuestionables de Lincoln y sus subsidiarias.
El 30 de marzo de 2001 reabrió sus puertas como Crowne Plaza Detroit Pontchartrain, tras una importante renovación En 2006, Shubh LLC compró el hotel y se sometió a una renovación de 35 millones de dólares, reabriendo como el Sheraton Detroit Riverside en noviembre de 2007. Sin embargo, al cabo de un año, Sheraton revocó su acuerdo de marca debido a una mala gestión y la propiedad se convirtió en el Detroit Riverside Hotel. El 26 de junio de 2009, el Tribunal de Circuito del Condado de Wayne nombró a David Findling de The Findling Law Firm, PLC, como administrador judicial del hotel.
El hotel se cerró nuevamente en agosto de 2009 cuando Mutual Bank of Harvey, Illinois ejecutó la hipoteca. Después de que la división bancaria del Departamento de Regulación Financiera y Profesional de Illinois declarara insolvente a Mutual Bank, United Central Bank of Garland, Texas, adquirió los activos de Mutual Bank.
En marzo de 2012, el receptor, David Findling, vendió el hotel al  inversor Gabriel Ruiz. Este lo renovó y celebró acuerdo de gestión con Crowne Plaza Hotels & Resorts, una división de InterContinental Hotels.
El hotel reabrió el 17 de julio de 2013 como el Crowne Plaza Detroit Downtown Convention Center. Posteriormente, su nombre se modificó ligeramente a  Crowne Plaza Detroit Downtown Riverfront. 

## Arquitectura
King & Lewis diseñó el Hotel Pontchartrain con un estilo arquitectónico moderno, con interiores franceses contemporáneos y con ventanales angulares que brindan a todas las habitaciones vistas al International Riverfront y a la ciudad. El Pontchartrain originalmente estaba destinado a tener una torre gemela, en el otro lado de la parcela, pero nunca se construyó. 
Fue construido en el sitio de Fort Pontchartrain, el primer asentamiento europeo permanente de Detroit, construido en 1701, que más tarde se conoció como Fort Detroit. El hotel lleva el nombre del fuerte y de un Hotel Pontchartrain anterior ubicado en Cadillac Square en Woodward Avenue (demolido en 1920).
El hotel se encuentra adyacente al International Riverfront y marca el inicio de los rascacielos modernos que determinan el perfil urbano de la ciudad vista desde el río Detroit, el cual continua con el vecino 150 West Jefferson (1989), el One Detroit Center (1993), el Renaissance City Apartments (1985) y las siete torres del Renaissance Center (1977).

## Lectura adicional
- Hill, Eric J.; John Gallagher (2002). AIA Detroit: The American Institute of Architects Guide to Detroit Architecture. Wayne State University Press. ISBN 0-8143-3120-3.